# ریاست‌جمهوری آبراهام لینکلن

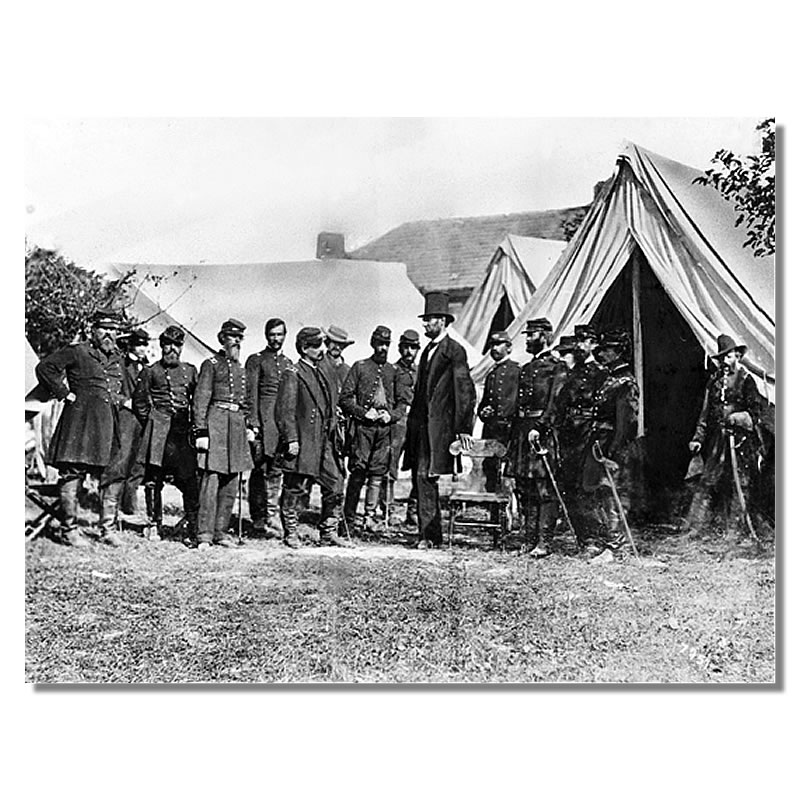

آبراهام لینکلن در پی انتخابات ریاست جمهوری آمریکا در سال ۱۸۶۰ به ریاست جمهوری آمریکا رسید. این دوران مصادف بود با جنگ داخلی آمریکا، که در این دوران نزدیک به ۶۰۰٫۰۰۰ الی ۸۵۰٫۰۰۰ نفر جان باختند.

## سالهای تا قبل از جنگ داخلی آمریکا
قانون کانزاس و نبراسکا مصوب سال ۱۸۵۴، که آشکارا محدودیت‌های گسترش برده داری را که بخشی از مصالحهٔ میسوری در سال ۱۸۲۰ بود لغو کرد، بیش از پیش آبراهام لینکلن را به دنیای سیاست کشاند. یکی از دموکرات‌های ایلینوی به نام استفان داگلاس، که پر قدرتترین فرد مجلس سنا بود، اقتدار عام را راه حلی برای بن‌بست برده داری خواند و قانون کانزاس نبراسکا نیز در متن آن جای داد. داگلاس استدلال می‌کرد که در دموکراسی مردم یک سرزمین باید تصمیم بگیرند که آیا برده داری می‌خواهند یا نه، کنگره نباید چنین تصمیمی را به آن‌ها تحمیل کند.
سخنرانی لینکون در مخالفت با قانون در ۱۶ اکتبر ۱۸۵۴ در شهرستان پئوریای ایلینوی بود که او را نسبت به دیگر سخنوران آن زمان متمایز و برجسته ساخت. او در سخنرانیش – که بخشی از منظرهٔ وی با داگلاس بود – در مورد قانون کانساس نبراسکا چنین نظر داد.
این قانون به صراحت اعلام بی‌طرفی و بی‌تفاوتی کرده، اما باید فکر کنم که انگیزه واقعی در پس گسترش برده داری چیست، لیکن نمی‌توانم چون از آن متنفرم. از آن به دلیل بی عدالتی هولناکی که در خود برده داریست بیزارم. از آن متنفرم زیرا ما را از الگوی جمهوری خواهان و تأثیر عادلانه آن بر جهان محروم می‌کند، زیرا دشمنان نهادهای آزاد را قادر می‌سازد تا ما را به عنوان منافق به استهزا بگیرند، زیرا سبب می‌شود دوستداران واقعی آزادی در صداقت ما تردید کنند و به ویژه به این دلیل که بسیاری از نیک مردانی را که میان ما هستند مجبور می‌کند تا با اصول بنیادین آزادی مدنی به مبارزه برخیزند، «اعلامیه استقلال» را مورد انتقاد قرار دهند و اصرار بورزند که هیچ اصلی جز منفعت ورزی درست و بحق نیست.
لینکون با استفاده از کسانی که از حزب ویگ (و حزب‌های آزادی و دموکرات) باقی‌مانده بودند، به تشکیل حزب جمهوری‌خواه کمک کرد. در یک مبارزه انتخاباتی پر جنجال، جمهوری خواهان سناتوری برگزیدند. برای این سمت لینکون بهترین گزینه بود، اما برای اینکه توازن را در حزب جدید حفظ کند، انتخابات را به سوی دموکرات سابق، سیمان ترامبون، هدایت کرد.
در سالهای ۵۸–۱۸۵۷، رابطه داگلاس با رئیس‌جمهور (جیمز بوکنان) به هم خورد که به درگیری برسر کنترل حزب دموکرات انجامید. برخی از جمهوری‌های شرقی حتی موافق انتخاب مجدد داگلاس در ۱۸۵۸ بودند زیرا او با فشار دولت برای قبول قانون اساسی لکومپتون، که منجر می‌شد کانساس به عنوان ایالت برده داری پذیرفته شود، مخالفت کرد. لینکون پس از قبول انتصاب یک جمهوری‌خواه برای مسند سناتور در سال ۱۸۵۸، سخنرانی مشهوری ایراد کرد و گفت: «پارلمانی که بر سر خود دچار اختلاف است پای برجا نخواهد ماند.» من معتقدم که این دولت نمی‌تواند به صورت نیم آزاد و نیمه برده دار به حیاتش ادامه دهد. انتظار ندارم که اتحادیه متلاشی شود – انتظار ندارم که مجلس از میان برود- بلکه انتظار دارم اختلافات آن پایان یابد، یا کامل آزاد شود یا کامل برده داری. این سخنرانی تصویری ماندگار از خطر عدم اتحاد ناشی از برده داری برجای گذاشت و جمهوری خواهان شمال را فراخواند.
مناظرات لینکون و داگلاس (۱۸۵۸)، که ستیزی بود بر سر برده داری و در سطح ملی معروف، مشخصهٔ انتخابات سال ۱۸۵۸ به حساب می‌آید. لینکون هشدار می‌داد که «قدرت برده» تهدیدی است برای ارزشهای جمهوری خواهانه، در حالیکه داگلاس، همانطوری‌که در اصل فیریپرت مبنی بر اینکه ساکنان محلی باید میان آزادی و برده داری انتخاب کنند آمده‌است بر دموکراسی تأکید داشت. هرچند که نامزدان جمهوری‌خواه پارلمان محبوبیت بیشتری داشتند، اما دموکرات‌ها کرسیهای بیشتری به خود اختصاص دادند و پارلمان مجدداً داگلاس را به عنوان سناتور برگزید. اما با این حال فصاحت و بلاغت لینکون را به ستارهٔ سیاسی کشور مبدل ساخت.
در طی مناظرات ۱۸۵۸، اغلب مسئله نژاد مورد بحث قرار می‌گرفت. در طی
دوره‌ای که مساوات طلبی از نظر سیاسی نادرست محسوب می‌شد. داگلاس به مردم گفت: اگر می‌خواهید سیاهان شهروند محسوب شوند، اگر می‌خواهید آن‌ها هم در جایگاهی برابر با شما رأی دهند، از لینکون و حزب جمهوری‌خواه سیاه که طرفدار شهروندی سیاهان هستند حمایت کنید. " لینکون در دفاع از خود گفت: " که به دنبال این نیست که تحت هر شرایطی میان نژاد سیاه و سفید برابری اجتماعی و سیاسی برقرار سازد.
مخالفت لینکون با برده داری در واقع مخالفت با قدرت برده بود و او در سال ۱۸۵۸ طرفدار الغای بردگی نبود. اما جنگ داخلی خیلی چیزها، از جمله اعتقاد و دیدگاه لینکون نسبت به روابط نژادها را تغییر داد.

## آغاز جنگ داخلی

### زمستان جدایی ۶۱–۱۸۶۰
با محتمل تر شدن انتخاب لینکون به عنوان رئیس‌جمهور، جدایی طلبان اعلام کردند که ایالات آن‌ها اتحادیه را ترک خواهند گفت. کارولینای جنوبی پیشگام بود و به دنبال آن ۶ ایالت تولیدکننده پنبه که در پایین جنوب واقع شده بودند. در بالای جنوب ایالات دلاور، مریلند، ویرجینیا، کارولینای شمالی، تنسی، کنتاکی، میسوری و آرکانزاس درخواست جدایی را رد کردند. آن‌ها تصمیم گرفتند که در اتحادیه بمانند دما به لینکون هشدار دادند که از حملات (از طریق سرزمینتان) حمایت نخواهند کرد. هفت ایالت هم پیمان و متحد قبل از روی کار آمدن لینکون از اتحادیه جدا شدند و حمایت نخواهند کرد. هفت ایالت هم پیمان و متحد قبل از روی کار آمدن لینکون از اتحادیه جدا شدند و خود را کشوری کاملاً جدید معرفی کردند (ایالات هم پیمان آمریکا) بوکنان و رئیس‌جمهور منتخب، لینکون، اتحادیه آن‌ها را به رسمیت نشناخت و این امر بلافاصله دلیلی شد برای آغاز جنگ.
لینکون از چندین ترور جان سالم به در برد در ۲۳ فوریه درلباس مبدل به واشینگتن قدم گذاشت. در مراسم افتتاحیه لینکون، در ۴ مارس ۱۸۶۱، ترترز محافظ لینکون بود، سربازی تنومند از نیروهای فدرال نیز حضور داشت و آماده بود تا از لینکون در برابر
حملهٔ هم پیمانها دفاع کند.

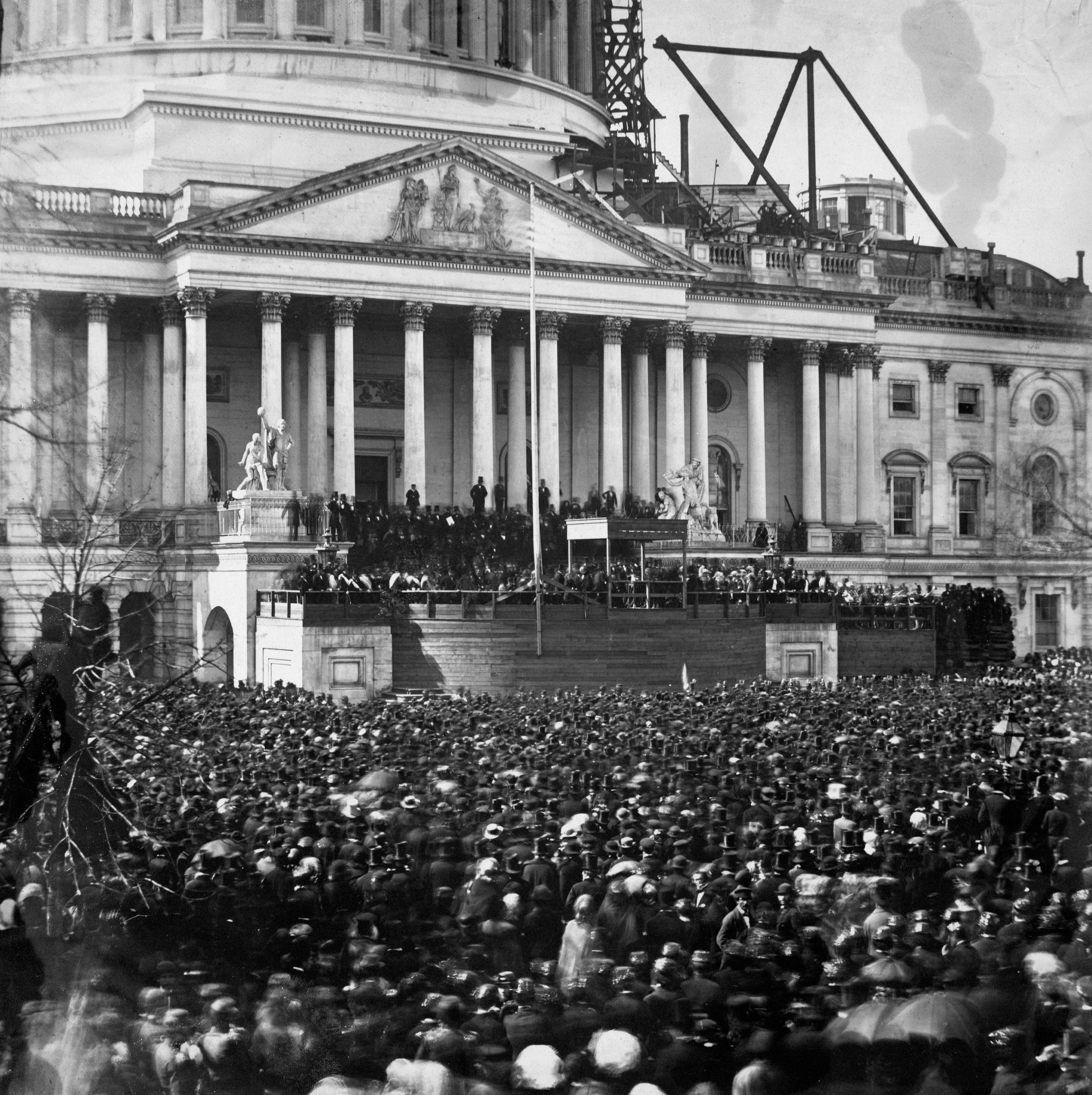
تصویری از مراسم افتتاح ریاست جمهوری لینکون در ۴ مارس۱۸۶۱ در مقابل ساختمان کنگره آمریکا

لینکون در اولین سخنرانیش در روز افتتاحیه اعلام کرد که «من معتقدم، با قانون جهانی و قانون اساسی اتحادیه این ایالات پابرجا خواهد ماند، ماندگاری و ثبات را می‌توان در قانون بنیادین هر دولت ملی مشاهده کرد حتی اگر صراحتاً بیان نشده باشد.» وی افزود که هدف قانون اساسی آمریکا این است که اتحادیه‌ای کاملتر تشکیل دهد. او سؤالی بدیهی پرسید بدین مضمون که آیا اگر قانون اساسی یک قرارداد ساده بود، آیا نیاز نبود که همهٔ احزاب برای لغو آن توافق کنند؟
او همچنین در خطابه افتتاحیه اش، در تلاشی آخرین برای متحر ساختن اتحادیه و پیشگیری از جنگ در شرف وقوع از اصلاحیهٔ معوق کوردین در مورد قانون اساسی که کنگره آن را تصویب کرده بود حمایت کرد. این اصلاحیه صراحتاً از برده داری در ایالاتی که از قبل برده داری داشتند حمایت می‌کند و برای اعمال در مورد ایالتهای حساس مرزی تدوین شده بود نه اتحادیه. از طرفی لینکون مصرانه با مصالحهٔ کریتندن که برده داری را در کشور مجاز می‌ساخت مخالفت نمود. علی‌رغم اینکه برخی از جمهوری خواهان طرفدار مصالحهٔ کریتندن بودند، لینکون آن را تقبیح کرد و گفت "این مصالحه به منزلهٔ پیمان دائم جنگ میان همه مردم، قبیله‌ها و ایالتهایی خواهد بود که قطعه زمینی میان اینجا و تریادل فوکو دارند.
هنگامی که لینکون بر سرکار آمد، شکل‌گیری اتحادیه تحقق یافته بود و هیچ‌یک از رهبران شورش پیشنهاد پیوستن مجرد را مطرح نساختند. هیچ سازش و مصالحه‌ای صورت نگرفت زیرا هیچ مصالحه‌ای ممکن نبود. شاید لینکون می‌توانست به برخی از ایالات جنوبی اجازه دهد جدا شوند، همان‌طور که برخی از جمهوری خواهان پیشنهاد کرده بودند. با این حال ناسیونالیستهای دموکرات محافظه کار مانند جرمیابلک، جوزف هالتو ادوین استانتن دریک ژانویهٔ ۱۸۶۱، کنترل کابینهٔ بوکنان را به دست گرفته بودند و از پذیرش جدایی اجتناب می‌کردند. لینکون و تقریباً تمای رهبران جمهوری‌خواه در مارس ۱۸۶۱ موضع ناسیونالیستی اختیار کردند مبنی بر اینکه: اتحادیه را نمی‌توان از هم گسست.

### درگیری آغاز می‌شود:۱۸۶۲–۱۸۶۱
پس از اینکه در آوریل ۱۸۶۱ بر روی نیروهای اتحادیه در جنگ فورت سامتر آتش گشودند و آن‌ها را وادار به تسلیم کردند، لینکون از فرمانداران تمامی ایالتها خواست تا ۷۵ هزار نیرو برای باز پس‌گیری پادگانها، حفاظت از پایتخت و حفظ اتحادیه، که از نظر او هنوز علی‌رغم اقدامات جدایی طلبانه ایالتها پابرجا بود، اعزام کنند. ویرجینیا که قبلاً به لینکون هشدار داده بود حمله از طریق سرزمینش یا پیوستن به جنگ در سایر ایالتها را نمی‌پذیرد. از اتحادیه جدا شد و به دنبال آن کارولینای شمالی، تنسی و آرکاتراس نیز از اتحادیه بیرون آمدند. نویز معتقد است که در این مسئله لینکون سه اشتباه بزرگ مرتکب شد: در وهله اول اینکه قدرت هم پیمانان را دست کم گرفت و تصور کرد با ۷۵ هزار نیرو می‌تواند ظرف ۹۰ روز به شورش خاتمه دهد. دوم اینکه قدرت احساسات طرفدار اتحادیه را در ایالتهای جنوبی و مرزی بیش از حد پنداشت، او فکر می‌کرد می‌تواند از پس شورشیان برآید و آن‌ها را از میان بردارد؛ و سرانجام اینکه از تقاضاهای طرفداران اتحادیه در ایالات مرزی که اخطار داده بودند در مقابل تجاوز هم پیمانان حمایت نخواهند کرد، برداشت نادرستی کرد.
ایالات میسوری، کنتاکی، مریلند دلاور که گرفتار برده داری بودند از اتحادیه جدا نشدند و لینکون فوراً با سران این ایالتها وارد مذاکره شد و به آن‌ها قول داد که در ایالتهایی که به اتحادیه وفادار بمانند در مسائل برده داری دخالت نخواهد کرد. پس از اینکه درگیری آغاز شد، دستور داد تمامی رهبران شورشیان را در نواحی مرزی دستگیر کنند و بدون محاکمه در زندانهای ارتش نگه دارند، بیش از ۱۸ هزار نفر دستگیر شدند. هیچ‌کدام اعدام نشدند، کلمنت والاندینگهام تبعید و بقیه پس از دو سه ماه آزاد شدند.

### اقدامات داخلی

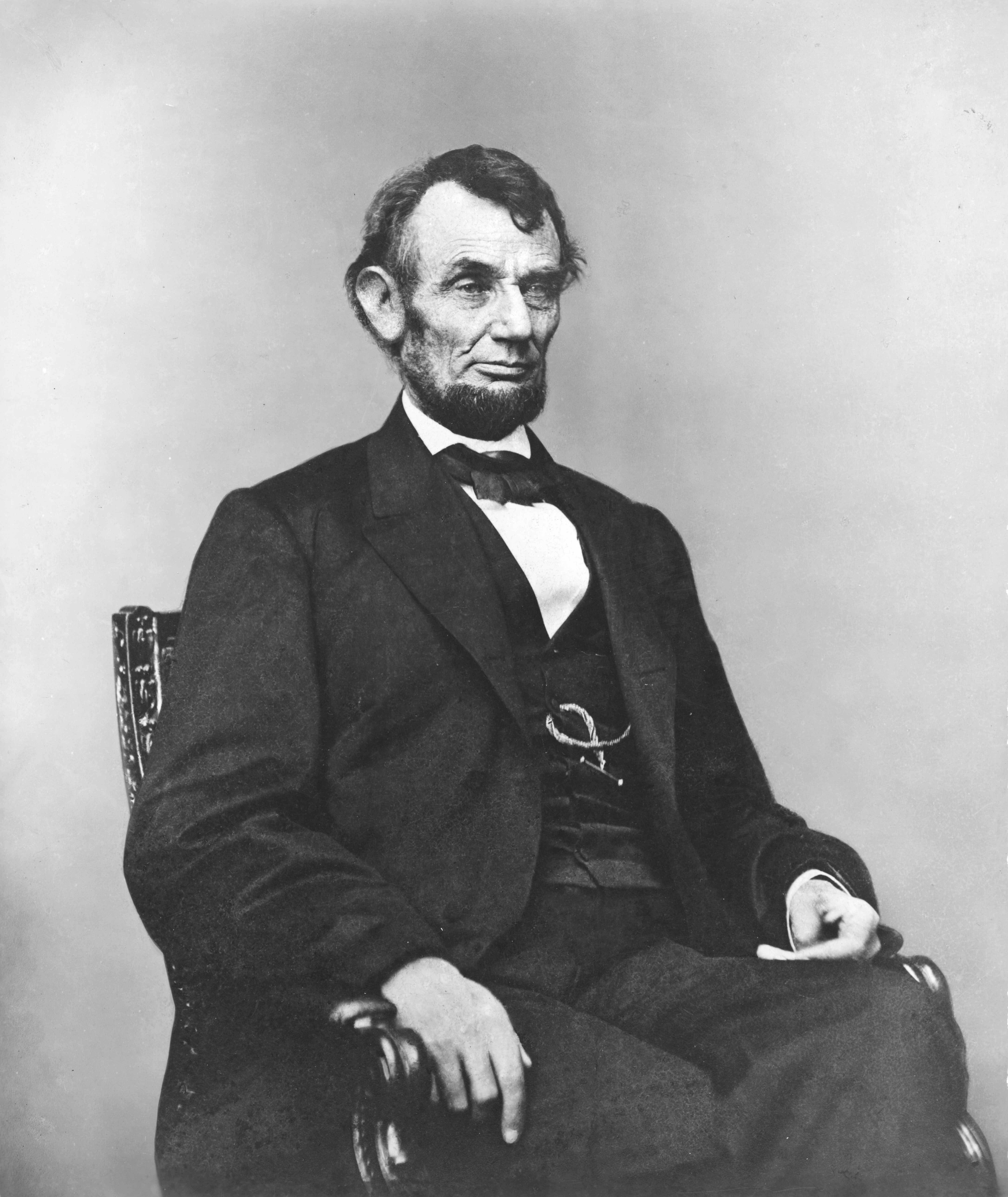

لینکون نظریه ریاست جمهوری حزب ویگ که قانون‌گذاری را به عهده کنگره می‌گذارد و بعد رئیس‌جمهور آن‌ها را امضا می‌کند و از حق وتواش تنها زمانی استفاده
می‌کند که قدرت جنگی اش در معرض تهدید باشد را بسیار قبول داشت. از این رو، قانون همستید را در سال ۱۸۶۲ امضا کرد. به موجب این قانون میلیون‌ها آکر (۰۴۷/۴ متر مربع) از زمین‌های تحت مالکیت دولت در غرب برای فروش به قیمت ارزان عرضه می‌شد. قانون دانشگاه هایMorrill Land-Grant نیز که در سال ۱۸۶۲ به امضا رسید، بورسیه‌های دولتی در اختیار دانشکده‌های کشاورزی تمامی ایالات قرار می‌داد. لینکون همچنین قانون راه‌آهن پسفیک را در سال ۱۸۶۲و ۱۸۶۴ امضا نمود. طبق این قانون ساخت نخستین راه‌آهن فرا قاره‌ای ایالات متحده مورد حمایت دولت فدرال قرار می‌گرفت. ساخت این راه‌آهن در سال ۱۸۶۹ به انجام رسید. قانونهای مهم دیگر مسائل بسیاری را در بر می‌گرفت مانند نخستین مالیات بر درآمد و تعرفه‌های بالاتر و راه اندازی سیستم بانک‌های ملی از طریق قانون بانکداری ملی مصوب سالهای ۱۸۶۳، ۱۸۶۴، ۱۸۶۵ که امکان ایجاد سیستم مالی ملی کارآمدتری را فراهم می‌ساخت.
لینکون در اوت ۱۸۶۲ ژنرال ارشدی را به ایالت مینه‌سوتا فرستاد تا شورش سیوکس را فرونشاند. لینکون که با ۳۰۳ حکم اعدام برای سانتی داکوتا روبرو بود ۳۹ حکم را تأیید کرد (یکر را بعداً لغو نمود).

### انتخابات ۱۸۶۴ و انتصاب برای بار دوم
پس از پیروزیهای اتحادیه در جنگ‌های گتیزبرگ، ویکزبرگ و چتانوگا در سال ۱۸۶۳، بسیاری در شمال بر این عقیده بودند که اندکی پس از اینکه لینکون یویسس گرافت را در ۱۲ ماسرس ۱۸۶۴ به عنوان ژنرال ارشد منصوب کرد این پیروزیها تحقق یافت. هرچند که پس از اندروجکسن هیچ رئیس‌جمهوری برای دور دوم به ریاست جمهوری نرسیده بود، انتخاب مجدد لینکون تقریباً قطعی بود. اما هنگامی که مبارزات انتخاباتی بهار به بن‌بستی خونین رسید، روحیهٔ مناطق شمالی تضعیف شد و به نظر می‌رسید احتمال انتصاب مجدد لینکون کاهش یافته‌است. وزیر دارایی آمریکا، سالمن چیس، به شدت علاقه‌مند به انتصاب جمهوری خواهان بود و برای پیروزی سخت تلاش می‌کرد، در حالیکه جان فرمونت که از طرف گروهی انشعابی از جمهوری خواهان تندرو برگزیده شده بود سبب از دست دادن آراء سرنوشت ساز در انتخابات نوامبر شد. لینکون اندروجانسن را که دموکراتی جنگی بود، شریک انتخاباتی خود قرار داد تا ائتلاف بزرگ‌تری تشکیل دهد؛ بنابراین لینکون و جانسن در حزب اتحادیه کاندیدای انتخابات شدند. حزب اتحادیه ائتلافی بود متشکل از جمهوری خواهان و دموکرات‌های جنگی نظیر جانسن از ایالت تنسی.
لینکون که می‌ترسید در انتخابات پیروز نشود نامهٔ زیر را نوشت و امضا کرد، اما آن را علناً به کابینه نشان نداد، بلکه از تک تک آن‌ها خواست تا پاکت‌نامهٔ مهرو موم شده را امضا کنند. مضمون آن بدین شرح بود:
«امروز صبح، مانند چندین روز گذشته، به نظر می‌رسید که بسیار محتمل است که این دولت مجدداً انتخاب نشود؛ بنابراین وظیفه خودم می‌دانم برای نجات اتحادیه در فاصله میان انتخابات و مراسم معرفی و آغاز کار رئیس‌جمهور، با رئیس‌جمهور منتخب همکاری کنم.»
دموکرات‌ها به امید اینکه عقب‌نشینی‌ها را در جنگ، موضوع اصلی مبارزه انتخاباتی قرار دهند تا اواخر تابستان برای معرفی نامزدشان صبر کردند. خط مشی آن‌ها بسیار تحت تأثیر کوپرهند، از جناح صلح جوی حزب، بود که جنگ را «ناکامی» می‌دانست. نامزد آنها، ژنرال سابق- جرج مک کلان- دموکرات جنگی بود و مصمم بود جنگ را تا بازگرداندن مجدد اتحادیه ادامه دهد. او همچنان مایل بود تا در مورد تمامی مسائل دیگر من‌جمله برده داری مصالحه و سازش کند.
ژنرال گرانت به خاطر راه اندازی مبارزه انتخاباتی خونین در اورلند در تابستان آن سال و نیز به خاطر محاصره ظاهراً پایان ناپذیر پیترزبورگ شدیداً مورد انتقاد قرار گرفت. لینکون گرانت را کاملاً مورد پشتیبانی و حمایت قرار داد و حزب را بسیج کرد تا از گرانت حمایت کنند و به صراحت از حمایت محلی از جنگ سخن بگویند. تسخیر آتلانتا توسط شرمن در سپتامبر به صحبتهای ناامیدکننده خاتمه داد، از آنجا که حزب دموکرات‌ها شدیداً دچار تفرقه شده بود، پیروزی در چند قدمی بود، حزب اتحادیه متحد شد و نیرو گرفت و لینکون به سادگی دوباره انتخاب شد.
نامزدی مک کلان خیلی زود منتفی شد زیرا در ماه سپتامبر، درست دو روز بعد از کنوانسیون مالی دموکراتیک ۱۸۶۴، جنگ آتلانتا توسط ارتش هم پیمانها متوقف شد. اندکی پس از پیروزی دیوید فاراگوت در جنگ خلیج موبایل و به دنبال آن پیروزی ویران‌کنندهٔ فیل شریدان بر ارتش جوبال ارلی در جنگ سدار کریک، دیگر به نظر می‌رسید که اوضاع به نفع اتحادیه رو به بهبودیست و لینکون دوباره انتخاب می‌شود. او در تمامی ایالتها به جز دو ایالت پیروز شد و ۲۱۲ رأی از ۲۳۳ رأی رأی دهندگان را به خود اختصاص داد.
پس از انتخاب لینک در ۴ مارس ۱۸۶۵، او دومین خطابهٔ خود را در مراسم افتتاحیه و آغاز کار ایراد نمود. این سخنرانی او بهترین و محبوبترین سخنرانیش بود. این بار پیروزی بر شورشیان را می‌شد در پیش رو دید، برده داری تقریباً به کل پایان یافته بود و لینکون چشم به راه آینده بود:
«خوش باورانه امیدواریم و مشتاقانه دعا می‌کنیم که بلای این جنگ هرچه زودتر رخت بربندد. با این حال، اگر خواست خدا این است که این جنگ تداوم یابد تا آن زمان که ثروتی که به زحمت و جان کندن بی‌مزد و پاداش بردگان در طی ۱۵۰ سال، انباشته شده، تباه شود و بهای هر قطرهٔ خونی که در زیر ضربه‌های بی‌رحمانه تازیانه ریخته شده با ضربهٔ شمشیر پرداخت شود، همان‌طور که سه هزار سال پیش گفتیم، باز هم می‌گوییم: «خداوند در جای حق نشسته و جز به حق و راستی قضاوت نمی‌کند.»
بیایید بدون کینه‌ورزی به هیچ‌کس، با نیکخواهی برای همه و با استقامت در راه راست، تلاش کنیم و کاری را که آغاز کردیم به انجام برسانیم، بر زخمهای ملت مرهم بگذاریم، به آنان که باید به جنگ بروند و به بیوگان و یتیمانشان توجه کنیم – و هر آنچه که صلحی عادلانه و پایدار میان ما و دیگر ملتها برقرار خواهد کرد انجام دهیم.»

### هدایت جنگ

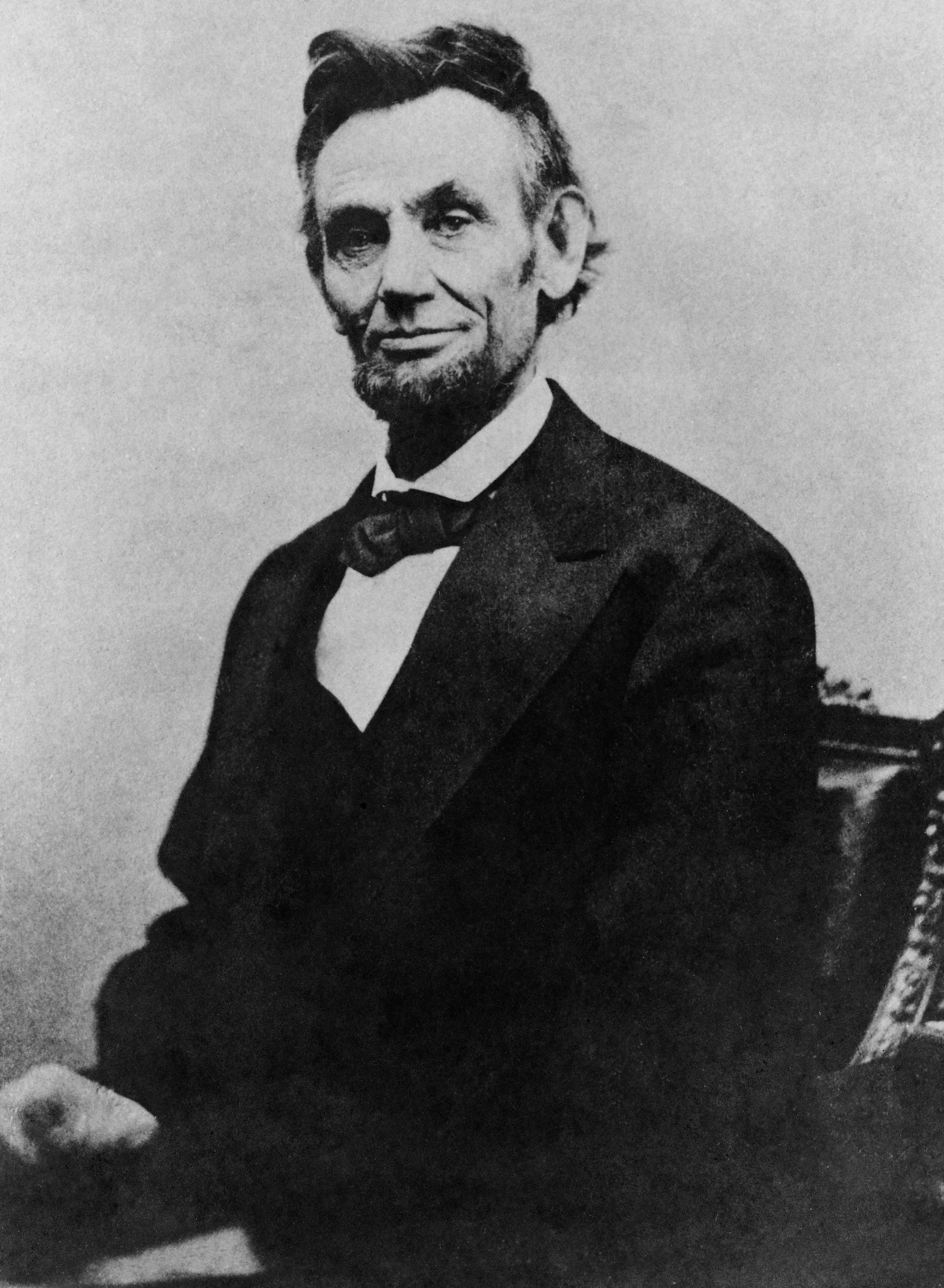
آخرین عکس از آبراهام لینکون در ۱۰ آوریل ۱۸۶۵

جنگ همواره سبب یاس و ناکامی رئیس‌جمهور می‌شد و تقریباً تمام وقتش را می‌گرفت. رابطه لینکون با ژنرال مک کلان رابطه‌ای ستیزه جویانه بود. مک کلان از زمان شکست شرم‌آور اتحادیه در نخستین نبرد بال ران و پس از عقب‌نشینی وین فیلد در اواخر ۱۸۶۱ ژنرال کل تمامی ارتش‌های اتحادیه شد. لینکون می‌خواست علی‌رغم بی‌تجربگی اش در مسائل نظامی نقشی فعال در طراحی استراتژیهای جنگی داشته باشد و اولویتهای استراتژیک اش دو بعد داشت: اول حصول اطمینان از اینکه از واشینگتن به خوبی دفاع می‌شود و دوم اینکه جنگ را با تازش و مهاجمانه انجام دهد به این امید که هرچه زود جنگ به پایان رسد و بتواند از مردم و مطبوعات شمال دلجویی و استمالت کند. اما مک کلان که جوانی فارغ‌التحصیل از آکادمی نظامی ایالات متحده و مدیر راه‌آهن بود، افراد را دوباره به خدمت سربازی خواند و رویکردی کاملاً محتاط برگزید. چندین ماه طول کشید تا مک کلان نبرد شبه جزیره را طراحی کرد و به اجرا درآورد. در این نبرد ریجموند ویرجینیا تسخیر شد و این کار با منتقل کردن ارتش پرتومک از طریق قایق به شبه جزیره ویرجینیا واقع در میان رودخانه جیمز و رودخانه یورک انجام گرفت. تأخیر مک کلان و اصرارش بر این امر که برای دفاع از واشینگتن نیرو نیاز نداریم لینکون را عصبانی می‌کرد. لینکون اصرار داشت تا بخشی از نیروهای مک کلان برای دفاع از پایتخت بمانند و مک کلان همواره شکست در نبرد شبه جزیره را به دلیل این تصمیم می‌داند.
مک کلان که در تمام عمرش دموکرات بود و از نظر خلق و خوی محافظه کار، پس از انتشار نامه هریسن که در آن به لینکون از لحاظ سیاسی نصیحت کرده بود که در جنگ محتاطانه رفتار کند، برکنار شد. نامهٔ مک کلان جمهوری خواهان تندرو را خشمگین کرد و آن‌ها لینکون را تحت فشار گذاشتند تا جان پپ (افسر نظامی) جمهوری‌خواه را به عنوان رئیس جدید ارتش ویرجینیا برگزیند و موفق هم شدند. پپ مطابق خواسته استراتژیک لینکون عمل کرد و اتحادیه را از شمال به سمت ریچموند منتقل نمود و بدین ترتیب واشینگتن را تحت نظارت گرفت. با این حال پپ هم در دومین نبرد بال ران در تابستان ۱۸۶۲ به شرق شکست خورد و برای بار دوم ارتش پوتومک را برای دفاع از واشینگتن گسیل کرد. پپ برای مبارزه با سیوکس به مینوستا فرستاده شد.
لینکون که با حملهٔ ژنرال لی از هم پیمانان از ایالت مریلند شوکه شده بود، مک کلان را دوباره به کار فرا خواند و از او خواست تا برای جنگ آنتی تم در سپتامبر ۱۸۶۲، نیروهای اطراف واشینگتن را به موقع فرا خواند. پس از پیروزی اتحادیه در این جنگ بود که لینکون توانست اعلامیه آزادی را منتشر سازد.
اندکی پس از انتخابات میان دوره‌ای ۱۸۶۲، لینکون مک کلان را مرخص کرد و برنساید جمهوری‌خواه را به رهبری ارتش پوتومک برگزید. برنساید قول داده بود که مطابق استراتژی لینکون جنگی مخاصمانه علیه ریچموند ولی به راه اندازد. وقتی که در نهایت تعجب برنساید در نبرد فروریکزبرگ شکست خورد جفدف هوکر علی‌رغم سخنان بیهوده اش در مورد اینکه افسر نظامی قدرتمندی در ارتش شود، به جای او انتخاب شد. هوکر نیز در نبرد چنسلرازویل دومی ۱۸۶۳ از لی شکست خورد و برکنار شد.
پس از پیروزی اتحادیه درنبرد کتیزبرگ، شکست جرج میاد از لی و پس از ماه‌ها بی فعالیتی ارتش پوتومک، لینکون تصمیم گرفت تا ژنرالی از غرب را برسر کار آورد: ژنرال یویسس گرانت. او در «تاترغربی» من‌جمله نبرد ویکزبرگ و نبرد چاتانوگا پیروزی‌های جانانه‌ای داشت. قبل تر، لینکون در پاسخ به انتقاد گرانت، گفته بود: «من نمی‌توانم این مرد را کنار بگذارم. او خوب می‌جنگد.»
گرانت مبازره خونین اورلند را در سال ۱۸۶۴ با استفاده از سیاست فرسایشی به راه انداخت که با این سیاست اتحادیه در، برای مثال، نبرد ویلدونس و نبرد کلدهاربر خسارات و تلفات بسیاری داشت اما در مقابل ارتش همپیمانها نیز متحمل ضرر و زیان بیشتری شدند. بالاخره حملهٔ مهاجمانه گرانت، لی را در محاصرهٔ پیترزبورگ به دام انداخت که به تسخیر ریچموند توسط اتحادیه انجامید و سبب شد در بهار ۱۸۶۵ جنگ به پایان رسد.
لینکون به گرانت اجازه داد تا ساختارهای عمرانی وی را که نشانی از هم پیمانان داشت تخریب کند. به این امید که روحیه جنوب و توان اقتصادی آن را برای تداوم جنگ تضعیف کند. بدین ترتیب ژنرال ویلیام شرمن و فیلیپ شرایدن شهرها و مزارع بسیار را در دره شندان دوآ، ایالت جورجیا و کالیفرنیای جنوبی تخریب کردند. خسارات ناشی از پیشروی شرمن به سوی دریا از طریق جرجیا از ۱۰۰ میلیون دلار هم فراتر رفت.
لینکون به عنوان رهبری نظامی سابقه‌ای درخشان برجای گذاشت. او نقاط استراتژیک را (مانند رودخانه می‌سی سی پی و شهر ویکزبرگ) به خوبی می‌شناخت و بر این امر واقف بود که مهم این است که ارتش دشمن را شکست دهیم، نه اینکه شهرها را به اشغال خود درآوریم. با این حال او در ترغیب فرماندهانش به قبول استراتژیهایش چندان موفق نبود، تا اینکه در اواخر ۱۸۶۳، لینکون دریافت که با گرانت در امر جنگ وجوه اشتراک دارد، در تصویری که از جنگ دارند و نیز در پافشاریشان بر استفاده از نیروهای سیاه‌پوست و می‌توانند با تداوم حملات مهاجمانه در عرصه‌های مختلف جنگ به اهداف جنگی شان تحقق بخشند.
لینکون در طول جنگ مبارزات نظامی را با کنجکاوی بسیار دنبال می‌کرد. ساعت‌های متوالی را در دفتر تلگراف وزارت دفاع ایالات متحده صرف خواندن پیامهایی می‌کرد که ژنرالهای مختلف مخابره می‌کردند. او مدام به میدانهای جنگ می‌رفت و از دیدن صحنه‌های جنگ برجایش میخکوب می‌شد. در طی جنگ فورت استوتر، در واشینگتن باید مدام به او می‌گفتند که هنگام مشاهدهٔ صحنه‌های جنگ سرش را بدزد تا مورد اصابت گلوله قرار نگیرد.

### بازسازی
از نظر سیاست بازسازی لینکون رهبر "میانه روهاً بود و معمولاً جمهوری خواهان تندرو به سرکردگی استوتر از مجلس و سامنرو وید در سنات با او مخالفت می‌کردند. لینکون به دنبال راهی بود تا هرچه سریعتر دوباره کشور را متحد و یکپارچه سازد و از جداسازی دائم جنوبی‌ها اجتناب شود. یکی از وتوهای معدود لینکون در طی دورهٔ تصدی اش لایحه وید- دیویس بود، این لایحه تلاشی بود از جانب جمهوری خواهان کنگره تا در مناطق هم پیمانها بازسازی را سریعتر انجام دهند.
وقتی که در نهایت ریچموند، پایتخت هم پیمانها تسخیر شد، لینکون بدانجا رفت و در میان عموم مردم پشت نیردیویس نشست تا به مردم آمریکا نشان دهد که رئیس‌جمهور ایالات متحده سرتاسر مملکت را تحت قدرت و سلطه دارد. بردگان آزاد شده، که احساساتشان را در قالب عبارت «من می‌دانم که آزاد شده‌ام، زیرا چهرهٔ پدرم لینکون را دیدم و حس کردم» بیان کردند از او با آغوش باز استقبال کردند.
در ۹ آوریل ۱۸۶۵، ژنرال لی در ویرجینیا محاصره شد؛ و پس از آن دیگر فقط نیروهای جانستون ندر غرب بود که باید از سر راه برداشته می‌شد. چند هفته بعد، جانسون با دیویس رو به رو شد و نیروهایش را تسلیم شرمن کرد. اما عمر لینکون کفاف نداد تا تسلیم شدن همه نیروهای هم پیمانها را ببیند. درست ۵ روز پس از تسلیم لی، لینکون را ترور کردند. او نخستین رئیس‌جمهوری بود که ترور شد و سومین رئیس‌جمهوری بود که در حین خدمت جان سپرد.